# Dieter Rogiers

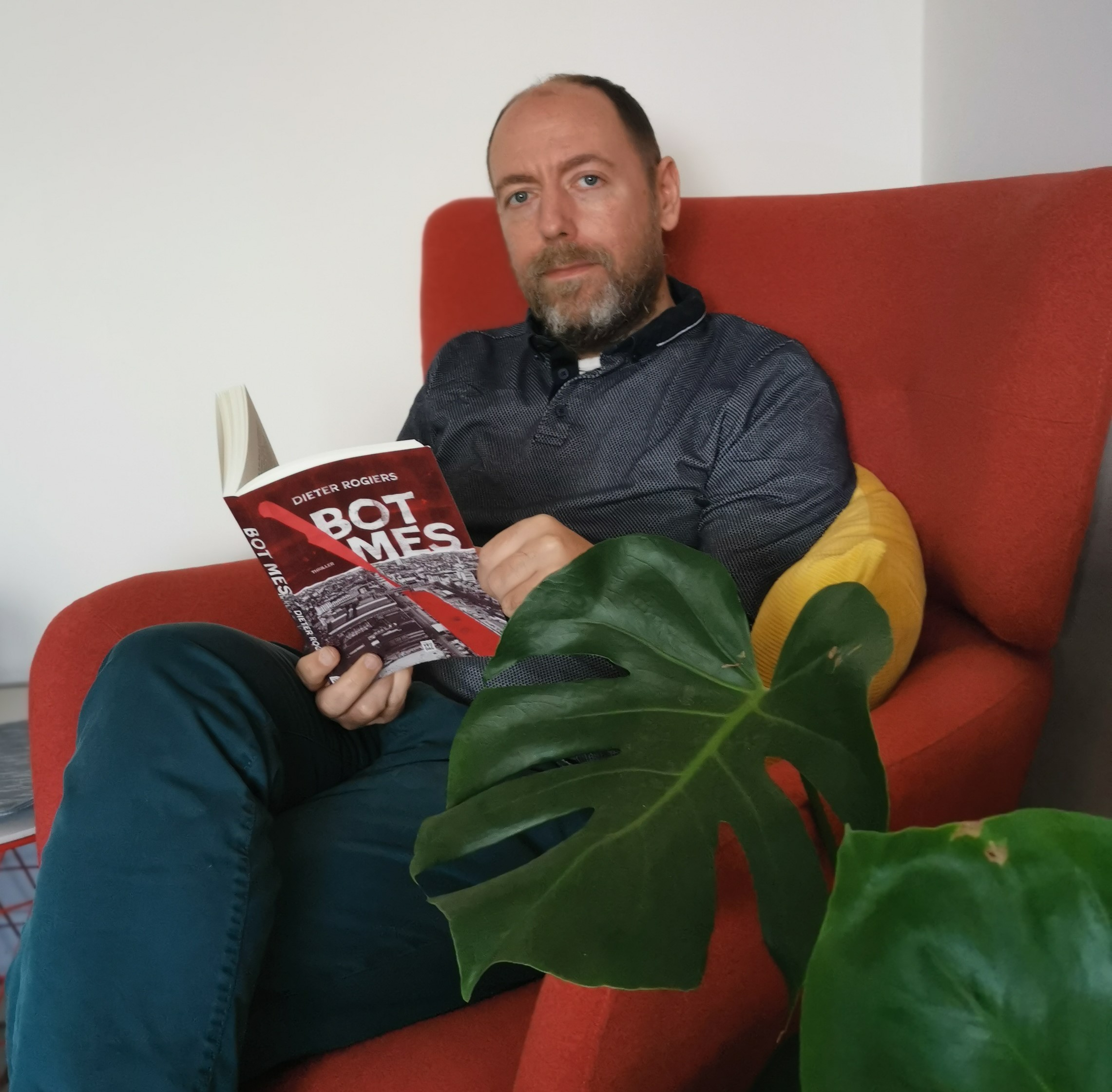
Auteur Dieter Rogiers leest een exemplaar van Bot mes

Dieter Rogiers (1978) is een Belgische auteur, scenarist en schrijver van stripverhalen. Hij maakte zijn debuut als thrillerauteur met "Bot mes"  (2023, Uitgeverij Vrijdag). Daarvoor ontving hij op 28 oktober 2023 de Fred Braeckman Award voor het beste thrillerdebuut van het jaar.

## Biografie
Dieter Rogiers groeide op in de Vlaamse stad Dilsen-Stokkem. Hij studeerde aan het RITCS in Brussel, waar hij in 2001 afstudeerde als scenarist.
De literaire carrière van Dieter Rogiers begon met kortverhalen. ‘De Neologist’ verscheen in de bundel ‘De Eerste Keer’, samen met werk van 9 andere beginnende schrijvers. Met ‘De Wraak van de Walgvogel’ won hij in 2007 de jaarlijkse kortverhalenwedstrijd van het Vlaamse maandblad Ché. In 2010 en 2011 schreef Dieter Rogiers het scenario van de graphic novel ‘Tunguska’, die een jaar lang elke week in Focus Knack te lezen was, met tekeningen van Stijn Felix.
Het verhaal ‘De parelvisser’ (2015), waarmee hij tweede eindigde in een wedstrijd van het stadsmagazine Brussel Deze Week, werd de aanzet voor zijn eerste thriller, die in 2023 verscheen. ‘Bot Mes’ (Uitgeverij Vrijdag) won meteen de Fred Braeckman Award voor beste thrillerdebuut van het jaar en kreeg vier sterren in De Standaard der Letteren.
Momenteel werkt Rogiers aan zijn tweede roman. Die zal zich afspelen in Moskou, midden jaren tachtig.

### Romans
| Titel   | Jaar | Genre    | Uitgeverij |                                          |
| ------- | ---- | -------- | ---------- | ---------------------------------------- |
| Bot mes | 2023 | Thriller | Vrijdag    | Winnaar van de Fred Braeckman Award 2023 |

### Kortverhalen
| Titel                     | Jaar | Verschenen in     | Uitgeverij          |                                           |
| ------------------------- | ---- | ----------------- | ------------------- | ----------------------------------------- |
| De Neologist              | 2004 | De Eerste Keer    | Manteau             |                                           |
| De Wraak van de Walgvogel | 2007 | Ché               |                     |                                           |
| De parelvisser            | 2015 | Brussel Deze Week |                     |                                           |
| Wie ben je, Alana?        | 2017 | Vlaamse Filmpjes  | Uitgeverij Averbode | Heruitgave in Vlaamse Filmpjes-reeks 2024 |

### Stripverhalen en graphic novels
| Titel                   | Jaar      | Verschenen in |                           |
| ----------------------- | --------- | ------------- | ------------------------- |
| Tunguska                | 2010-2011 | Focus Knack   | Winnaar Knack Stripstrijd |
| De Schaduw van de Klauw | 2007      | Pulp deLuxe   |                           |

## Weetjes en bijzonderheden
In 2002 deed Dieter Rogiers mee aan de tv-quiz Blokken. In zijn tweede aflevering verbrak hij het toenmalige puntenrecord. Hij kwam uit op 1210 punten in totaal.
Dieter Rogiers is ook de beheerder van een website met korte Engelstalige filmrecensies: 15 Second Film Reviews.